# 科贸电子城
科贸电子城是北京市海淀区中关村的一座大型电子市场，位于中关村大街东侧，北四环西路南。地下一层有物美大卖场。

## 概况
科贸电子城开幕于2004年2月21日。
随着中关村传统业态的电子城相继结业，截至2020年，科贸电子城已成为中关村仅剩的电子卖场。